# Мар'ян Промінський
Мар'ян Промінський (пол. Marian Promiński; 15 серпня 1908, Турка — 20 січня 1971, Краків) — польський поет, прозаїк, есеїст, кінокритик, драматург, перекладач англосакської літератури.

## Біографія
Закінчив гуманістичний факультет (філософія) університету Яна Казимира, навчався також на юридичному факультеті Університету Яна Казимира та в Любельському Католицькому Університеті. Як поет дебютував на сторінках газети «Польське слово» (пол. «Słowo Polskie»). Був одним із засновників і співпрацівників журналу «Сигнали» (пол. «Sygnały») у Львові. Працював диктором на «Радіо Львів» (пол. «Radio Lwów»), де також, в рамках передачі Поезія молодого Львова, читалися і його вірші. В 1935 році вийшла його перша збірка оповідань «Троянди в бетоні» (пол. Róże w betonie). В 1939—1945 роках був адміністратором будинків у Львові. Після примусового від'їзду зі Львова в 1945—1949 роках проживав у Кошаліні, працюючи директором видавництва «Czytelnik». В 1947 році входив до редакційної ради журналу «Przekrój», в 1948 році працював літературним консультантом на «Film Polski». З 1949 року мешкав у Кракові. В 1957 році був нагороджений Офіцерським Хрестом Ордену Відродження Польщі (пол. Krzyż Oficerski Orderu Odrodzenia Polski). У 1961 році отримав нагороду міста Кракова.

## Вибрані літературні твори
- Twarze przed lustrem («Обличчя перед зеркалом»)
- Opowieści sportowe («Спортивні оповідання»)
- Cyrk pryjechał («Цирк приїхав»)
- Pocztą lotniczą («Авіапошта»)
- Salmandra («Саламандра»)
- Sąd nie śpi («Сад не спить»)
- Atrament i krew («Чорнило і кров»)
- Król nie żyje, niech żyje król («Король помер, хай живе король»)
- Portret królowej Haczepsut («Портрет королеви Гачепсут»)
- Igraszki z klepsydrą («Забави з клепсидрою»)
- Marynarze («Моряки»)
- Bardzo długa podróż («Дуже довга подорож»)

## Вибрана фільмографія
- POWRÓT (1948) («Повернення») — сценарійна співпраця